# Andròmeda III
Andròmeda III és una galàxia nana esferoïdal (dSph) a uns 2,44 milions d'anys llum del nostre sistema solar en la constel·lació d'Andròmeda. Va ser descoberta per Sydney van Der Bergh en un sondeig de plaques fotogràfiques preses amb el telescopi Schmidt de 48 polzades (1,2 m) des de l'Observatori del Mont Palomar el 1970-1971, juntament amb Andròmeda I, Andròmeda II i el presumible origen o no de la galàxia d'Andròmeda IV. Andròmeda III és part del grup local de galàxies i és una galàxia satèl·lit de la galàxia d'Andròmeda (M31).